# Jurandy Leite
Jurandy de Castro Leite, mais conhecido como Jurandy Leite (Pinheiro – 27 de janeiro de 1934), é um ex-político e escritor brasileiro.
Foi deputado estadual do estado do Maranhão de 1 de fevereiro de 1967 a 31 de janeiro de 1971, tendo participado da comissão especial que promulgou a emenda constitucional à Constituição do Estado, em 28 de fevereiro de 1970.
Jurandy também autora livros sobre técnicas de rejuvenescimento, com base em teorias do professor norte-americano e físico Amit Goswami, defensor do misticismo quântico.